# Археологический ландшафт первых кофейных плантаций на юго-востоке Кубы

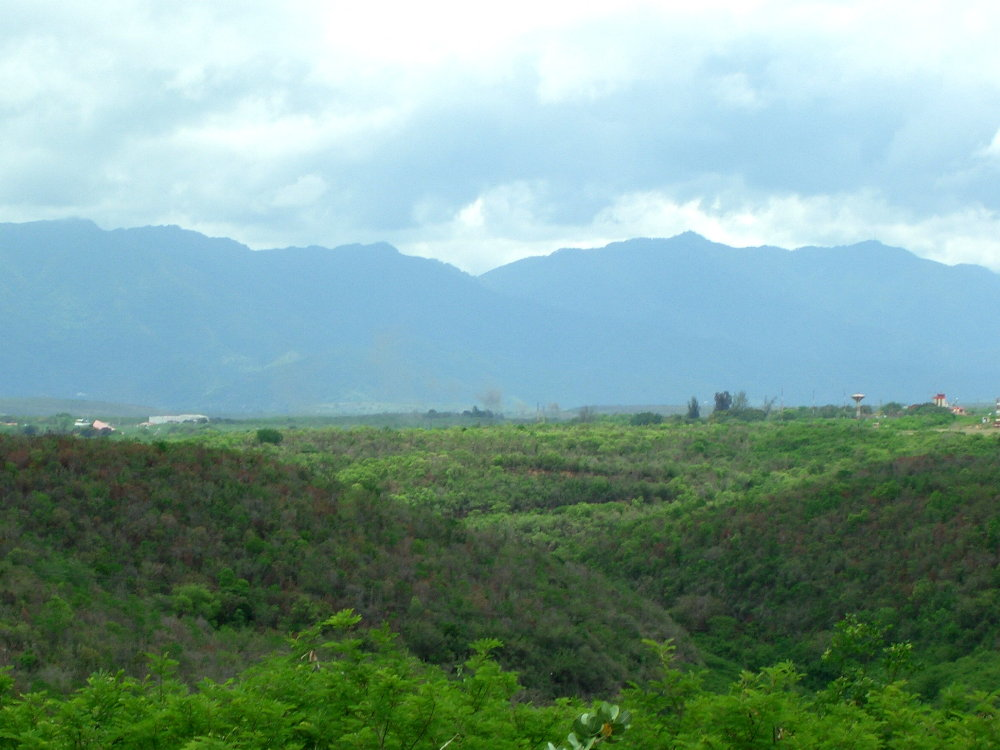

Археологический ландшафт первых кофейных плантаций на юго-востоке Кубы — объект Всемирного наследия ЮНЕСКО, включающий в себя остатки первых кофейных плантаций, основанных в XIX веке в районах Сьерра-Маэстра, Гуантанамо и Сантьяго-де-Куба и сохранившихся до сегодняшнего дня.

## История
В начале периода испанского заселения Кубы испанцы предпочитали кофе какао. Первые поставки кофе на Кубу начались в 1748 году торговцами с Санто-Доминго (современная Доминиканская республика). Выращивание кофе на Кубе началось лишь в конце XVIII века, когда французские семьи, бежавшие с Гаити после начала восстания рабов, переросшего в Гаитянскую революцию, начали устраивать на Кубе кофейные плантации.
К 1827 году на Кубе располагалось уже 2000 кофейных плантаций, большинство из них — у подножия гор Сьерра-Маэстра; несмотря на суровый климат и плотный лесной покров, создававшие многочисленные трудности в освоении этих мест, кофейная промышленность вскоре стала процветать почти так же, как и сахарная; методы управления плантациями соответствовали принятым на дореволюционном Гаити. К концу XIX века, однако, масштабы кофейной промышленности на Кубе несколько снизились из-за жёсткой конкуренции со стороны Бразилии, Венесуэлы и Коста-Рики и небольших доходов от инвестиций по сравнению с прибылью, получаемой от производства сахара, что вело к постепенному уменьшению количества кофейных плантаций. Десятилетняя война 1868—1878 годов, в ходе которой кубинцы пытались получить независимость от Испании, привела к существенным разрушениям в восточной части Кубы, в том числе посеяла хаос в кофейной промышленности Сьерра-Маэстра. Многие плантации оказались заброшены и заросли естественной растительностью.
В конце 20-х годов XX века уже независимым кубинским правительством были установлены высокие тарифы на импорт, что привело к возрождению культуры производства кофе в стране. Это повышение привело к появлению новых плантаций и возрождению плантаций в районе Сьерра-Маэстра.
В 2000 году ЮНЕСКО включило территорию площадью 814,75 км² с остатками 171 кофейной плантации в список объектов Всемирного наследия. В резолюции отмечалось, что плантации представляют собой уникальный пример сельскохозяйственного освоения труднодоступной местности и проливают свет на экономическую, социальную и технологическую историю Латинской Америки и Карибского бассейна.

## Плантации
В центре плантации чаще всего располагалось поместье владельца, окружённое скромными домами рабов, работавших на плантации. Дом плантатора возводился из дерева или камня в, как правило, баскском архитектурном стиле и с учётом особенностей тропического климата, будучи часто окружённым рвом в целях обеспечения защиты. Кухня располагалась в отдельном помещении. Жилища рабов были очень бедными, построенными из дерева и веток и покрытых сверху хворостом и листьями.
Перед домом плантатора, как правило, находилось место для сушки кофейных зёрен (секадеро), окружённое каналами и колодцами, а рядом с ним располагались другие производственные здания, где производилась очистка и жарка кофейных зёрен. На крупных плантациях имелись также мастерские для обработки дерева и металлов. Дороги между полями на территории самой плантации поддерживались в хорошем состоянии. Дороги вне плантации не поддерживались с таким же старанием, но позволяли доставку кофе на мулах в Сантьяго-де-Куба — для дальнейшей обработки или для экспорта. Над потоками и притоками оросительных каналов, иногда прокладываемых для ирригации плантации и для производственных процессов, возводились каменные или деревянные мосты, часто имевшие форму акведуков. Открытые пространства плантации засаживались цитрусовыми деревьями, гуавой и другими тропическими фруктовыми культурами, использовавшимися для нужд жителей плантации. На прилегающих к дому земельных участках также располагались овощные и фруктовые сады, а иногда и кукурузные поля. Иногда устраивались сады-цветники во французском стиле, использовавшиеся в качестве места для отдыха и досуга владельцами плантаций и членами их семей.